# السيجار الكوبي

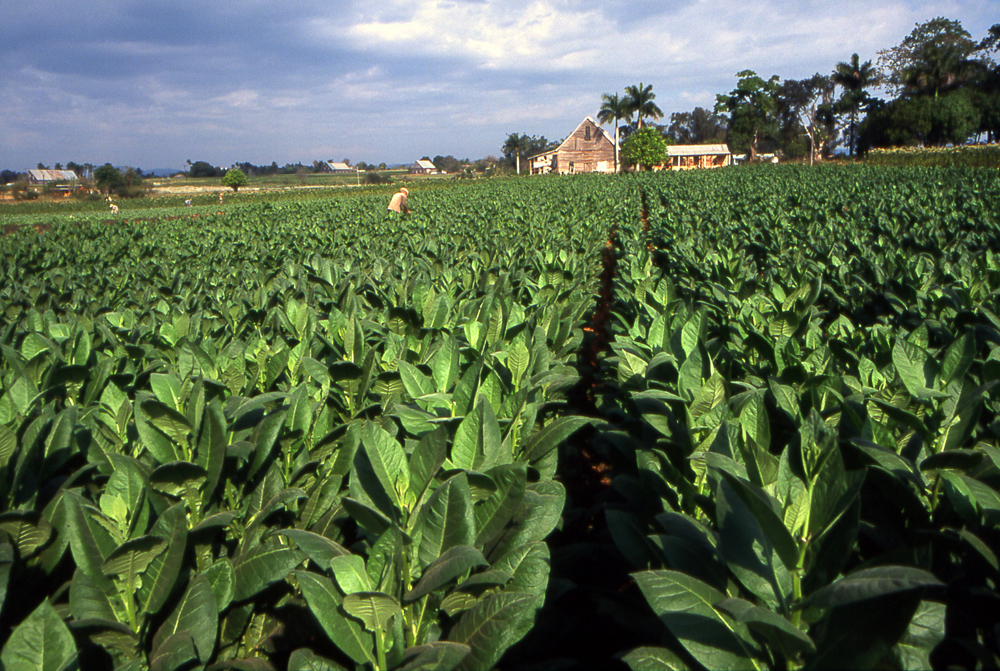
Tobacco plantation, Pinar del Río, Cuba

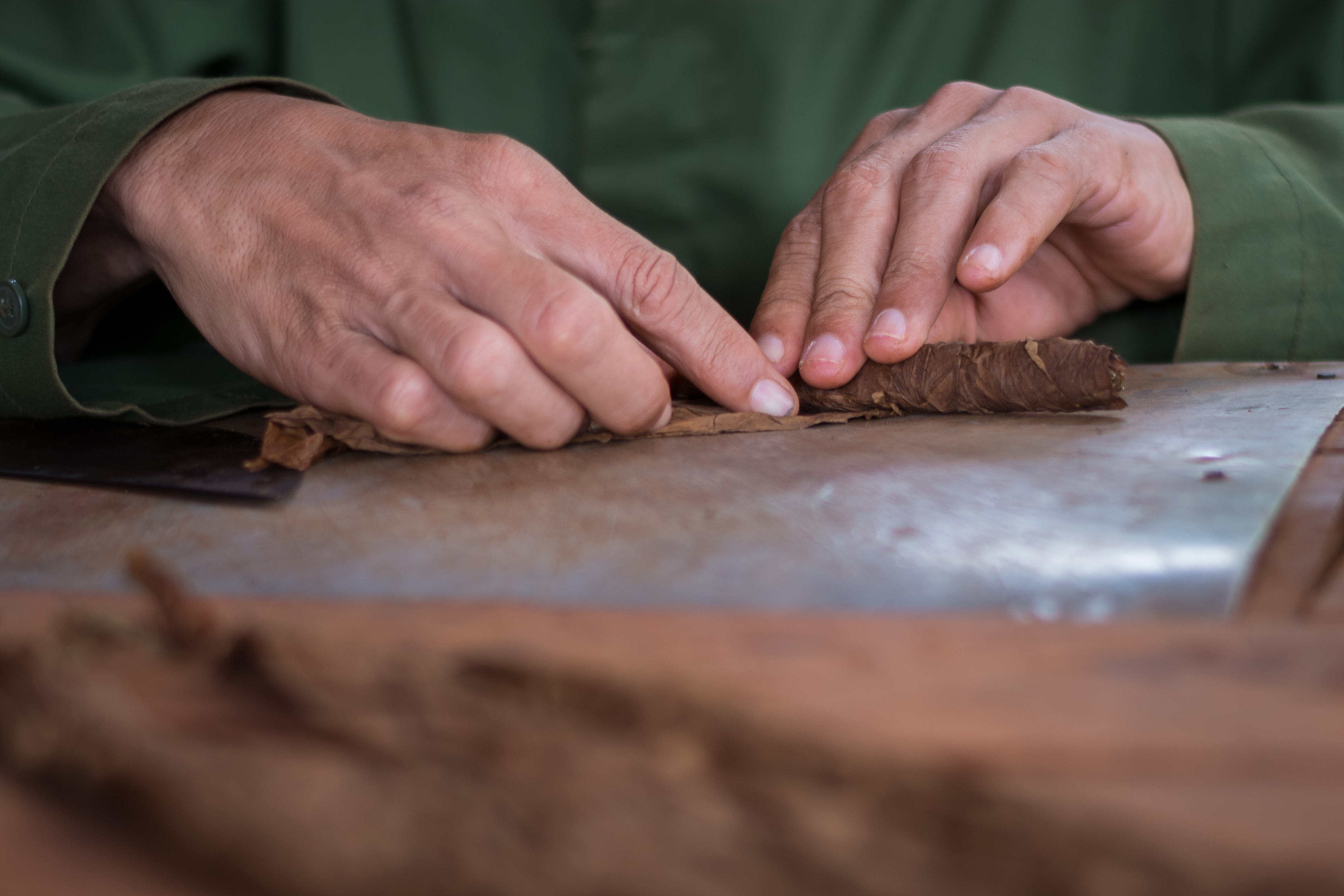
A Cuban cigar being hand-rolled (hecho a mano)

تصنع السجائر الكوبية في كوبا من تبغ يتم زراعته داخل الجزيرة الوطنية. وتُعتبر هذه السجائر تاريخيًا من بين أرقى السجائر في العالم، وهي تشتهر بأنها جزء لا يتجزأ من ثقافة الجزيرة وتُسهم بنسبة تقرب من ربع قيمة كل صادرات البلاد.
مكونات السجائر ومصدرها: يمكن أن تأتي مكونات الحشو والغلاف لهذه السجائر من مناطق متعددة داخل الجزيرة. وتتم مراقبة جميع مراحل إنتاج السجائر في كوبا بواسطة الشركة الحكومية Cubatabaco بشكل كامل. يُشار إلى السجائر الكوبية أيضًا باسم "الهابانو".
الجهات المشاركة في إنتاج السجائر الكوبية: تتولى شركتا Cubatabaco وHabanos SA تمتلكان بالتساوي من قبل الدولة الكوبية والشركة الخاصة الإسبانية Altadis كافة الأعمال المتعلقة بالسجائر الكوبية، بما في ذلك عمليات التصنيع ومراقبة الجودة، والترويج والتوزيع والتصدير. تتولى Habanos SA عمليات التصدير والتوزيع بشكل رئيسي، وذلك بالتعاون مع شريكها الأوروبي
توجيه وجمعية العلامات: تتميز جميع الصناديق والتسميات بعبارة "Hecho en Cuba" والتي تعني "صُنِع في كوبا" بالإسبانية. تُضاف عبارة "Hecho a mano" (صُنِع يدويًا) إلى السجائر التي تم تجميعها آليًا ثم تُنهي يدويًا، بينما تُصنَع السجائر بالكامل يدويًا تحت عبارة "Totalmente a mano" (صُنِع بالكامل يدويًا).

## التاريخ

### التدخين في البحر الكاريبي وظهور التبغ
تشير الأدلة إلى وجود تاريخ طويل لتدخين التبغ من قبل الشعوب الأصلية في منطقة البحر الكاريبي إلى القرن التاسع الميلادي. قبل اكتشاف العالم الجديد في القرن الخامس عشر، كان التدخين غير معروف لدى الأوروبيين. في أواخر القرن الخامس عشر، أبلغ الكشافون الذين أُرسِلوا من قبل كريستوفر كولومبوس إلى الداخل الأرضي لكوبا عن رؤيتهم "رجالاً يحملون أخشابًا محترقة نصفين وبعض الأعشاب ليأخذوا دخانهم، وهي بعض الأعشاب الجافة توضع في ورقة معينة. يمصونها أو سيمتصونها أو يتلقونها داخلهم مع الزفير". والكلمة "cohiba" تعني "التبغ" في لغة الأوائل الهنود تاينو الأصليين في كوبا.

### تأثير التبغ على التجارة العالمية
بعد انتشار استعمار أوروبا في منطقة البحر الكاريبي وتوسع تجارة الرقيق، أصبح التبغ سلعة رئيسية يتم شحنها إلى أوروبا. وبعد فترة قصيرة من الاستكشافات، قدم الإسبان التبغ إلى أجزاء أخرى من أوروبا وانتشرت شهرته. يُمكن زراعة الورقة والملء والتعبئة للسجائر جميعها في كوبا نتيجةً لصفات ملائمة في المناخ والأرض. وبسبب ادعاء إسبانيا لكوبا، سيطر الإسبان على صناعة التبغ الجدية في المنطقة.

## تنظيم التبغ وتأثيره على الاقتصاد
خلال القرن السابع عشر، أدى الانتشار الواسع لاستخدام التبغ إلى إدانته وتنظيمه في أوروبا. في عام 1606، حظر فيليب الثالث ملك إسبانيا زراعة التبغ، على الرغم من رفع هذا الحظر في عام 1614. ومع ذلك، فُرضت بعد ذلك ضريبة خاصة على واردات التبغ، مع تعريض واردات كوبا لأعلى أسعار الضرائب.
انتقال عادات التدخين من كوبا إلى إسبانيا
في أوائل القرن الثامن عشر، أثر التنظيم المتزايد من إسبانيا في حدوث احتجاجات مسلحة من قبل الزارعين (المزارعين المستوطنين). بالإضافة إلى ذلك، كان المستوطنون الإسبان يندمجون في إسبانيا (وفي ممارسة تدخين السجائر) و، كان العديد منهم يشتركون في عمليات تهريب بين الدول التجارية.

## التصدير
السجائر تعتبر واحدة من الصادرات الرئيسية لكوبا. في عام 1991، تم تصدير ما مجموعه 77 مليون سيجار، تلتها 67 مليون في عام 1992، و57 مليون في عام 1993. يُعزى الانخفاض في الصادرات إلى فقدان معظم محصول الورقة الذي تم تضرره في حادثة جوية نادرة، تلتها إصلاحات كبيرة في سياسات الزراعة واتفاقات تجارية دولية ساهمت في إعادة إحياء صادرات السجائر في السنوات اللاحقة. في عام 2016، بلغت قيمة صادرات السجائر من كوبا إلى العالم 445 مليون دولار، وفي عام 2017، بلغت صادرات السجائر من كوبا حوالي نصف مليار دولار. وشكلت هذه الصادرات نسبة 27 في المائة من إجمالي صادرات البضائع لتلك السنة.

## مكافحة التزوير وضمان الأصالة
نظرًا للمكانة المُدرَكة والأسعار العالية للسجائر الكوبية، وصعوبة تحديد منشأ السيجار غير الموسوم، فإن السجائر المزيفة ليست أمرًا نادرًا. تتعامل كوبا مع هذا الاتجاه من خلال اتخاذ سلسلة من التدابير لإثبات الأصالة، مثل وضع أختام ضمانة خاصة وإصدار إيصالات رسمية من الحكومة.

## المنافسة في منطقة البحر الكاريبي
بعد الثورة الكوبية، انتقل عدد من مصنعي السجائر الكوبية إلى دول كاريبية أخرى لمتابعة عمليات الإنتاج. ساهم المناخ المشابه والتقليد في جمهورية الدومنيكان في دمج منتجي السجائر الكوبيين المنفيين. ونتج عن ذلك ارتفاع كبير في إنتاج التبغ في هذه الدول. تضاعف هذا الارتفاع بعد هجرة ثانية من نيكاراغوا، والتي تتميز أيضًا بمناخ وتربة مناسبة لزراعة التبغ، بعد الانتقال الى السلطة للسنديانيين. وكان بعض هؤلاء المهاجرين هم نفسهم الكوكبيون الذين فروا إلى نيكاراغوا من كوبا بعد الثورة الكوبية. تصاعد النمو أيضًا في جمهورية الدومنيكان مع مرور الوقت، حتى أصبحت أكبر مصدّر للسجائر الفاخرة عالميًا. أما هندوراس، فتتأخر نسبيًا مقارنة بجيرانها في إنتاج السجائر نتيجة لبنيتها التحتية الضعيفة، وصعوبة مكافحة انتشار العفن الأزرق، وتكرار حدوث ظواهر جوية كبيرة. ساهم حظر الولايات المتحدة على استيراد السجائر الكوبية في تخليق ظروف سوقية غير مواتية بالنسبة لها مقارنة بمنتجاتها في منطقة البحر الكاريبي، حيث عملت هذه الدول على مر العصور لبناء سمعة إيجابية وشهرة خاصة بها على مدى نصف قرن من الزمن.

## الشهرة العالمية والشعبية
تتميز السجائر الكوبية بشكل عام بسمعة عالمية متفردة. واحدة من الأسباب وراء ذلك هي ملف نكهة قوي ينتج عن نوع معين من التبغ المزروع في ظروف محددة من الظل. يتم العناية بالملف النكهي للتبغ وسمعته بعناية فائقة. عندما توجد فرصة في التسعينيات لزراعة نبتة التبغ الورقي في كوبا، نوع من ورق التغليف يحقق نجاحًا كبيرًا في أوروبا، امتنعت كوبا عن ذلك، حيث كان يعرف أن ملف نكهة التبغ الورقي من كونيكتيكت لا يتلاءم مع الصورة المشهورة التي تم بناؤها حول السيجار الكوبي.
شهرة السيجار الكوبي تظهر أيضًا من خلال الطلب المستمر من أوروبا الوسطى والغربية، ولكن هذا الطلب يمتد أيضًا إلى مناطق أخرى خارج العالم الغربي؛ حيث تعد الصين ثالث أكبر سوق للسيجار الكوبي، على الرغم من أن نظام التجارة الصيني يدفع بسعر مرتفع بشكل كبير.
أثر اهتمام العالم بالسيجار الكوبي أيضًا على صناعة السياحة في كوبا. السياحة السيجارية هي نوع معين من السياحة في كوبا حيث يتم خلالها نقل السياح في جولة داخل مصنع للسجائر، وتتاح لهم فرصة شراء السجائر في نهاية الجولة. تأتي هذه المشتريات مع إيصالات خاصة وشهادات جمركية تضمن الأصالة وتسمح بنقل السجائر بشكل قانوني خارج البلاد.
تعمل السياحة السيجارية بالإضافة إلى تكلفة السجائر الكوبية المرتفعة على دفع بعض الكوبيين الذين يمتلكون سجائر لمحاولة بيعها بأسعار منخفضة على الشارع. يُعرف هؤلاء البائعين باسم "جينيتيروس"، وهو نفس الاسم المستخدم للإشارة إلى العاملين في مجال البيع. يمكن شراء إيصالات وشهادات جمركية مزورة من هؤلاء البائعين أيضًا، ويزداد سعرها كلما بدت أكثر أصالة. وتشكل هذه الممارسات مخاطر حيث يمكن أن يتعرض الأشخاص الضالعين فيها لغرامات واعتقالات.

## قوانين التدخين في كوبا
تُعاني كوبا من انتشار أمراض مرتبطة بالتدخين بشكل شائع، مثل سرطان الرئة وسرطان المريء وسرطان الفم، بالإضافة إلى أنواع أخرى من السرطان المرتبطة بالتدخين. تم وضع مجموعة متنوعة من القوانين المتعلقة بتنظيم التدخين في كوبا منذ عقود الثمانينات، ولكن لم تتخذ جهود جدية لفرضها حتى حوالي عام 2005. تتضمن هذه القوانين حظر الإعلانات المتعلقة بالتبغ، ومنع بيع منتجات التبغ للقاصرين، وحظر التدخين في الأماكن العامة. بالإضافة إلى ذلك، تم تكثيف المبادرات التثقيفية في هذا الوقت، حيث تم التركيز على التثقيف الصحي العام بشأن الأضرار الناجمة عن التدخين، ووضع تحذيرات صحية على العبوات، وتوجيه الأطباء إلى إبلاغ مرضاه في أي فرصة ممكنة عن مخاطر التدخين. ولكن كانت استجابة المدخنين في الغالب سلبية.

## إعادة تأهيل الريف الكوبي
عام 1993 بدأت كوبا حملة إعادة تأهيل الريف الكوبي بهدف إعادة بناء القطاع الزراعي الكوبي. تم خفض السيطرة الحكومية على مزارع التبغ إلى النصف في إطار هذه الحملة. تمت هذه الخطوة جزئيًا بهدف تقليل الأضرار التي لحقت بمحاصيل التبغ في كوبا نتيجة لحادثة جوية نادرة في عام 1993، والتي تبعها تحولات كبيرة في سياسات الزراعة والصفقات التجارية الدولية التي ساعدت في تحفيز صادرات التبغ في السنوات اللاحقة. في عام 1994، قدمت شركة Tabacalera، وهي أكبر مشتري للتبغ في إسبانيا، مساعدة مالية لشركة Cubatabaco للإنتاج والتصدير بشرط الحصول على الأولوية في صادرات التبغ، مما أدى إلى استعادة صادرات التبغ الكوبي التي انخفضت إلى النصف تقريبًا بسبب الأزمة الزراعية التي سببتها الأحوال الجوية في عام 1993. تم التوصل إلى صفقة مشابهة مع شركة SEITA الفرنسية لاستيراد التبغ، وفي عام 1999 اندمجت Tabacalera وSEITA لتصبح Altadis، وهي أكبر شريك تجاري لكوبا فيما يتعلق بالتبغ.

## انظر ايضا
التدخين في كوبا